# Hana Kousalová
Hanka Zedníčková Kousalová (* 7. září 1963 Liberec) je česká moderátorka, dramaturgyně a scenáristka.
Pracuje od roku 1991 jako rozhlasová moderátorka (Evropa 2, Impuls, Radiožurnál, Kiss), autorsky připravovala a uváděla pořad Trní v TV PRIMA.
Spolupracovala s ČT jako moderátorka a s TV NOVA jako dramaturgyně pořadu Zlatíčka (Petr Nárožný, Václav Postránecký) a scenáristka. Píše humorné fejetony na téma mezilidské vztahy pro společenské časopisy.
Je rozvedená, má dceru MgA. Barboru Kousalovou (* 22. ledna 1985). Jejím druhým manželem je herec Pavel Zedníček.

## Knihy
- Zatím tajné (1995)
- Talkshow! Aneb proč vystoupit v televizi (2002)
- Miluji tě třikrát denně (2005)